# North Adams, Massachusetts
North Adams är en stad (city) i Berkshire County i delstaten  Massachusetts, USA med 13 708 invånare (2010). I North Adams finns konstmuseet Massachusetts Museum of Contemporary Art.